# Центральна районна бібліотека «Печерська»
Центральна районна бібліотека «Печерська» Печерського району м. Києва.

## Адреса
Бібліотека розташована на першому поверсі житлового будинку № 7 по бульвару Лесі Українки в Києві.

## Опис
Площа приміщення бібліотеки — 1242 м², книжковий фонд — 109,6 тис. примірників. Щорічно обслуговує 11,5 тис. користувачів, кількість відвідувань за рік — 56,0 тис., книговидач — 247,0 тис. примірників.

## Історія
Заснована у 1952 році. З 1966 по 1979 рік була Центральною міською бібліотекою, з 1980 року очолює ЦБС Печерського району.
Інформаційно-бібліографічне обслуговування координується з іншими бібліотеками. Бібліотека надає бібліографічні довідки різної тематики, в тому числі по телефону, доступ до Інтернет (8 робочих місць), забезпечує інформаційне обслуговування апарату райдержадміністрації, депутатського корпусу, підприємств та окремих користувачів.
Колектив бібліотеки проводить роботу по створенню електронної бази даних на свої інформаційні ресурси.
Бібліотека видає бібліографічний список «Наш район на сторінках періодичної преси».
23 листопада 2023 року Київська міська рада перейменувала Центральну публічну районну бібліотеку ім. М. Є. Салтикова-Щедріна на Центральну районну бібліотеку «Печерська».

## Галерея

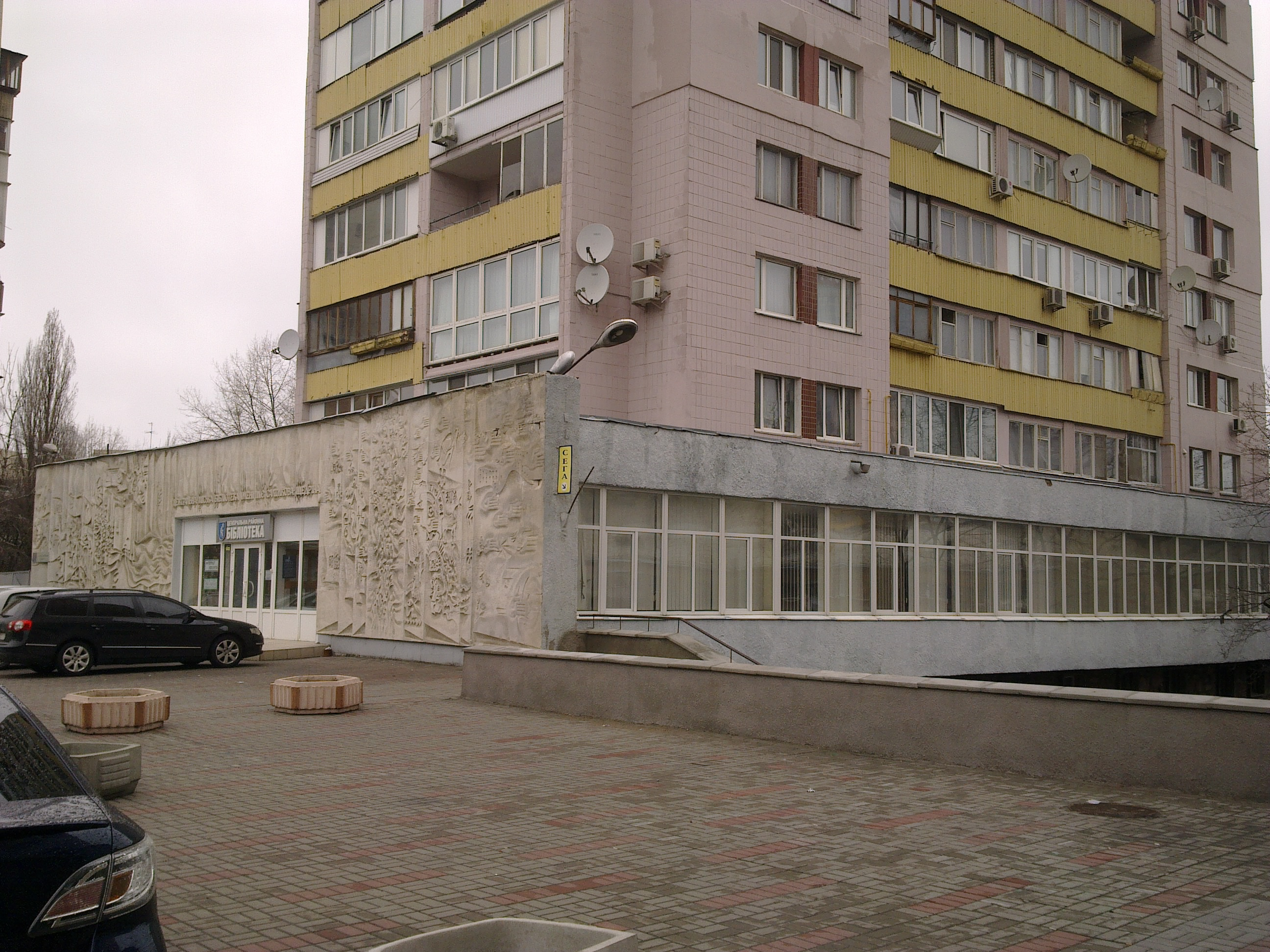
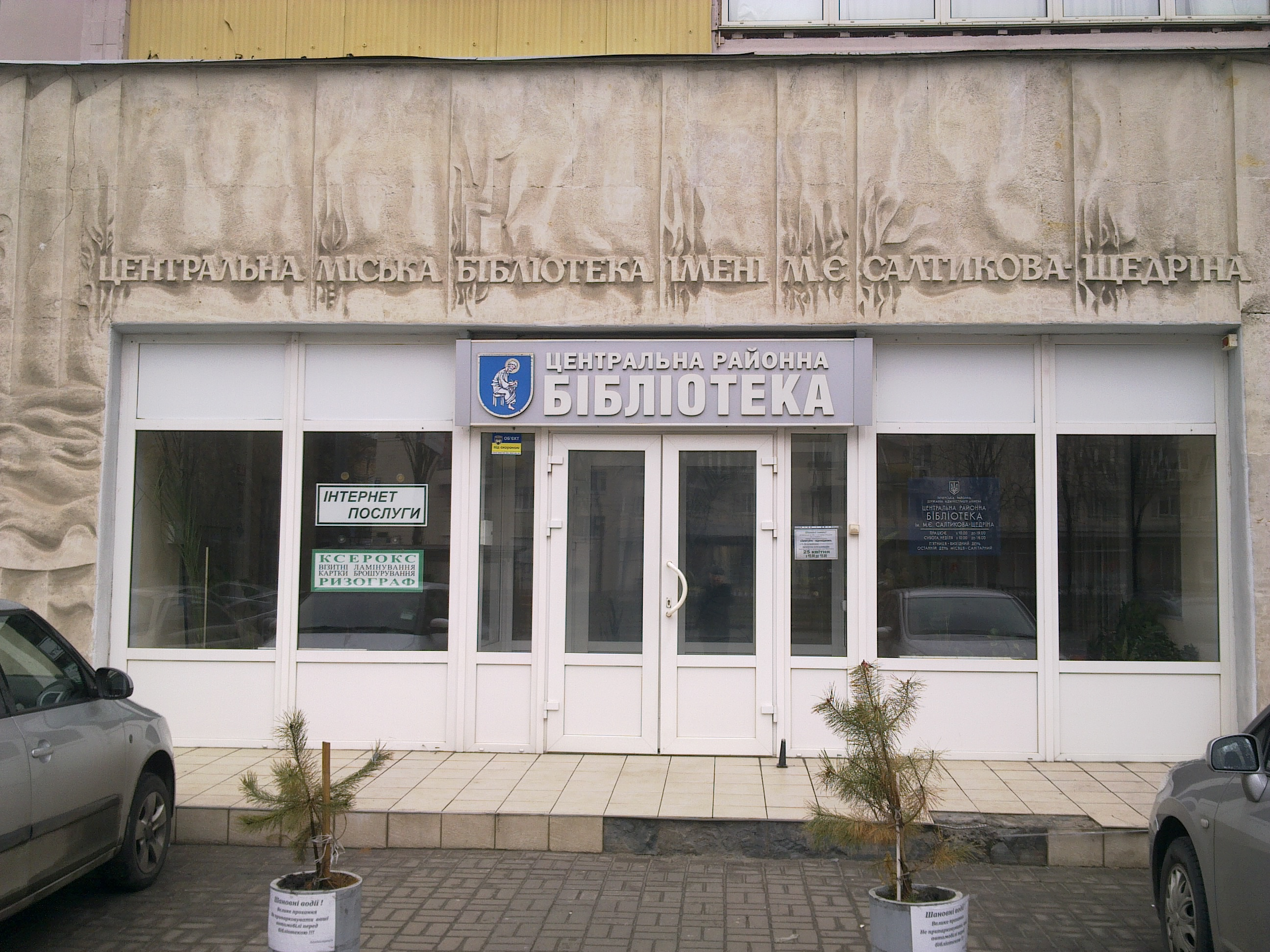
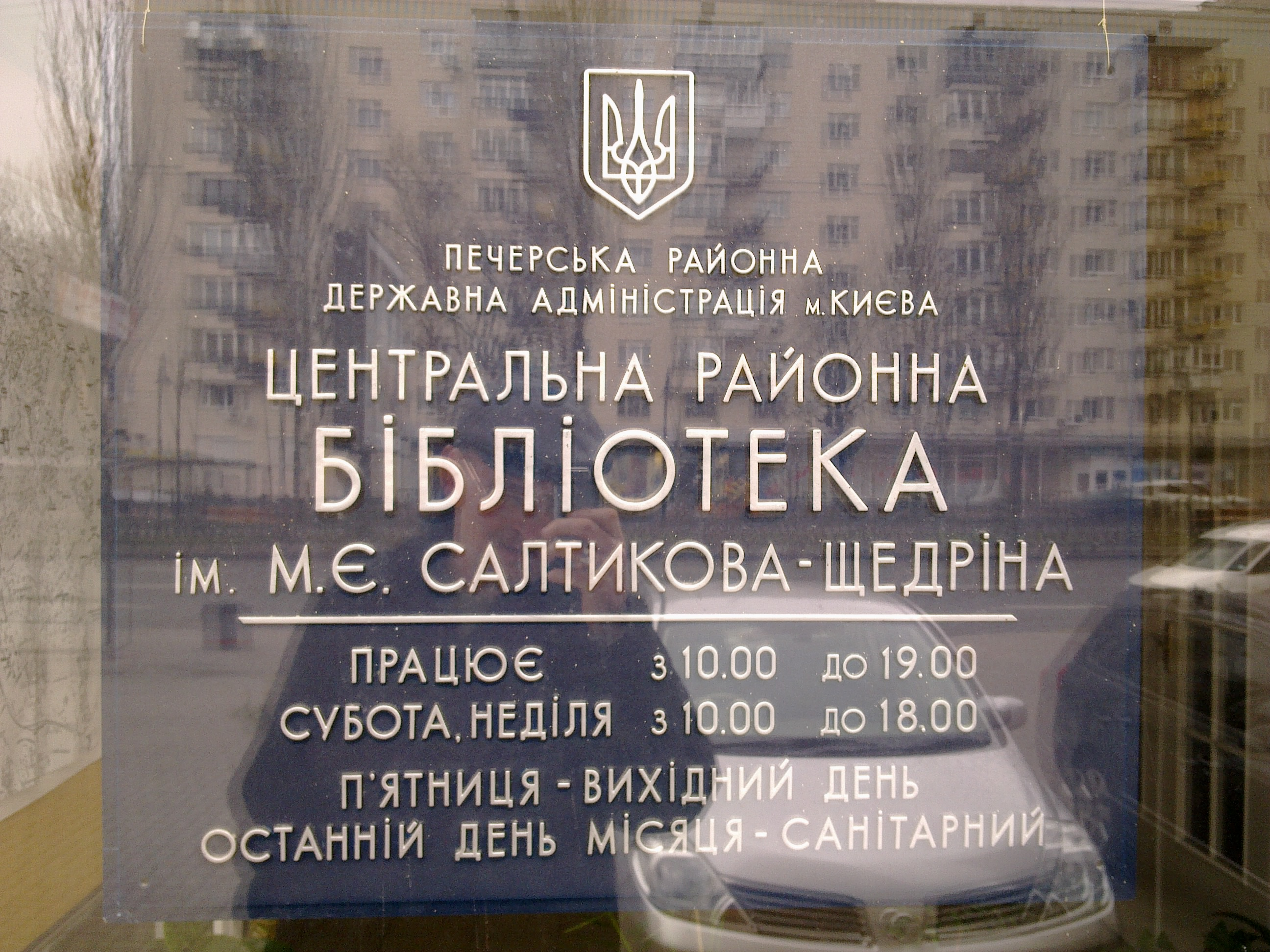
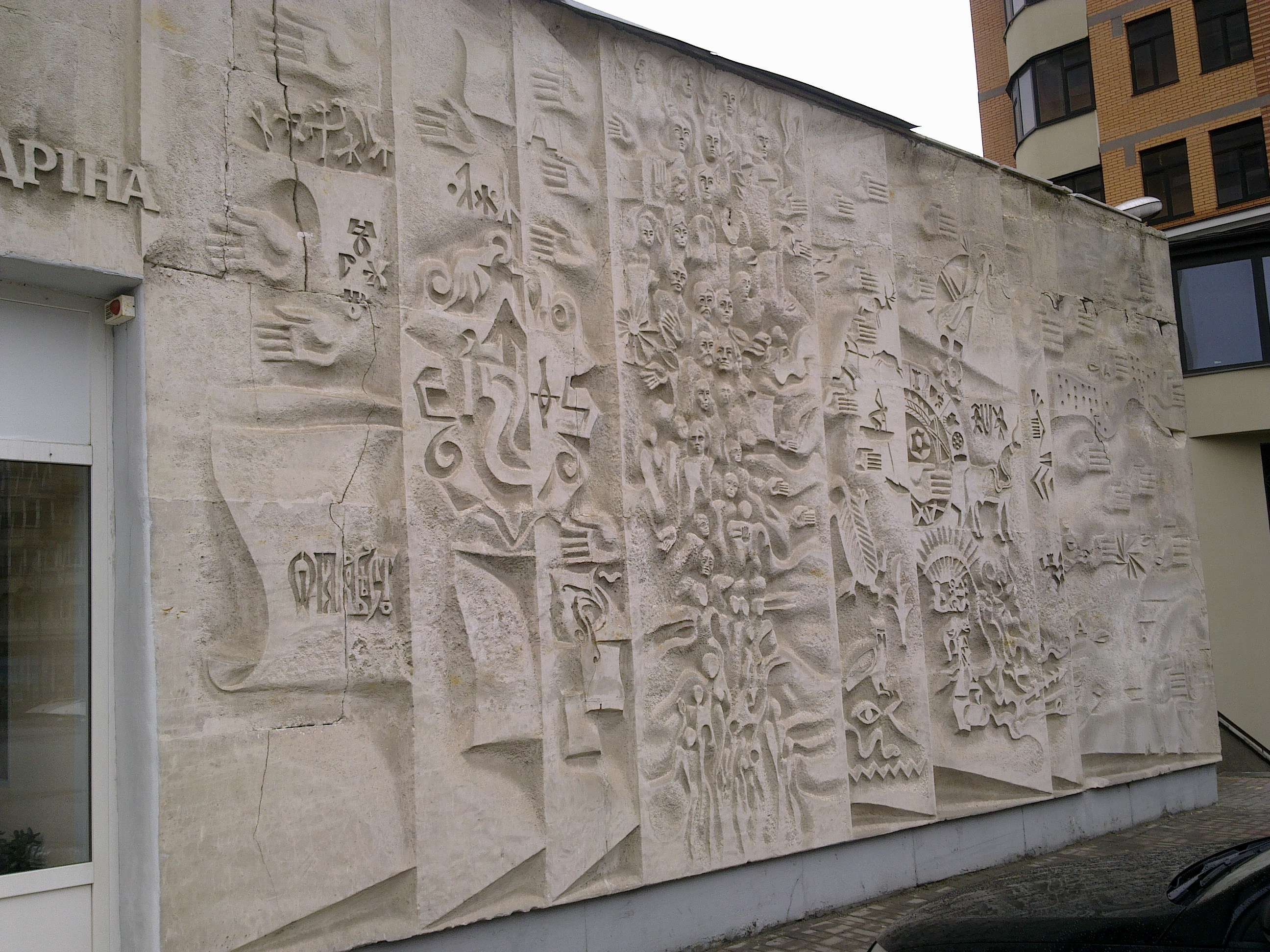
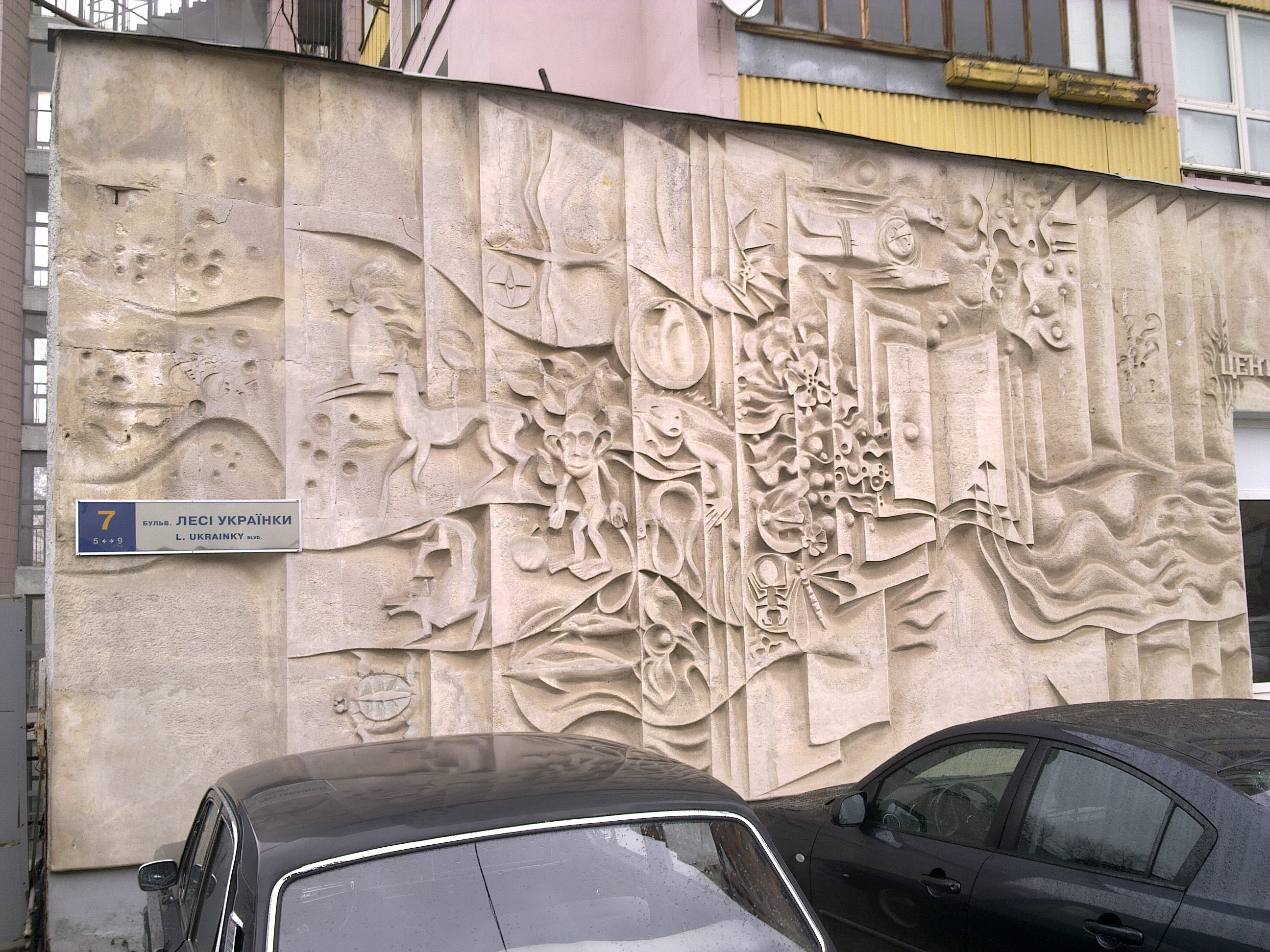
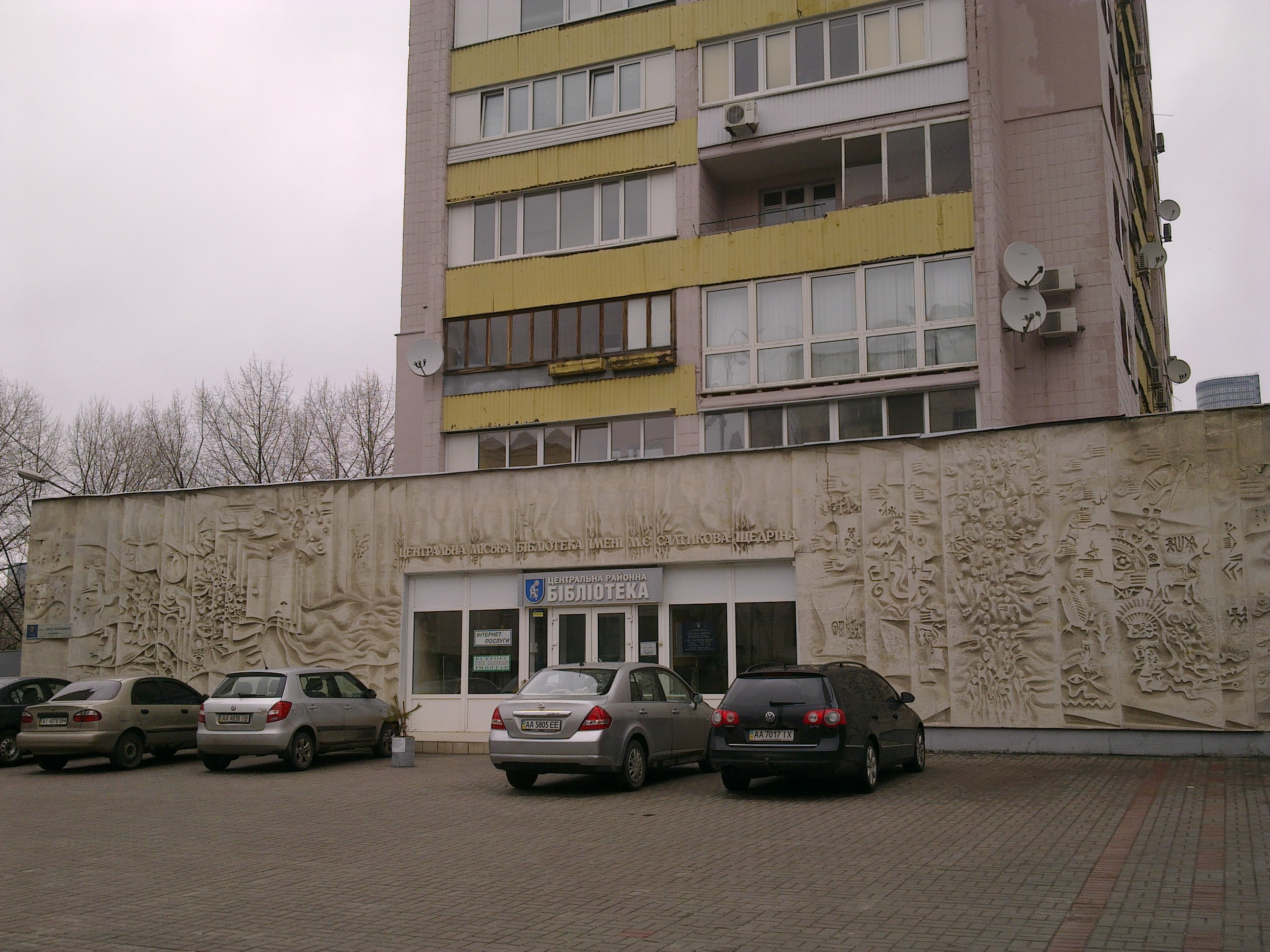